# Ószaka Naomi
Ószaka Naomi (大坂なおみ; Hepburn: Ōsaka Naomi) (Oszaka, 1997. október 16. –) haiti származású négyszeres Grand Slam-tornagyőztes, világelső japán hivatásos teniszezőnő. Ő a tenisztörténet első japán Grand Slam-tornagyőztese, és első világelsője.
2012 óta profi teniszjátékos. Eddigi pályafutása során hét WTA-tornagyőzelmet szerzett, ebből négyszer Grand Slam-tornát nyert; emellett 1 alkalommal győzött WTA125 tornán. 2018-ban a Premier Mandatory kategóriájú Indian Wells Masterst nyerte, meg, ahol az elődöntőben a világelső Simona Halepet győzte le, majd a döntőben Darja Kaszatkina ellen nyert. 2018-ban a tenisztörténet első japán sportolója lett, aki Grand Slam-tornát nyert, miután megnyerte a 2018-as US Opent, a döntőben legyőzve Serena Williamst. 2018-ban világranglista helyezése alapján kvalifikálta magát az év végi világbajnokságra. 2019 januárjában megnyerte az Australian Opent, miután a döntőben 7–6(2), 5–7, 6–4 arányban legyőzte a cseh Petra Kvitovát. Győzelmével egyben a világranglista első helyére került. 2020-ban másodszor is első lett a US Openen, miután a döntőben 1–6, 6–3, 6–3 arányban legyőzte a fehérorosz Viktorija Azarankát. 2021-ben másodszor szerezte meg az Australian Open trófeáját, a döntőben 6–4, 6–3 arányban legyőzve az amerikai Jennifer Bradyt.
2019. január 28-án a világranglista élére került és június 23-ig 21 héten át állt ott, majd 2019. augusztus 12-én újabb négy hétre ismét az első helyre került. Párosban a legjobb világranglista helyezése a 324. hely 2017. április 3-án.
2020-ban a Sports Illustrated amerikai szaklap az "Év sportolója" öt jelöltje közé választotta LeBron James, Breanna Stewart amerikai kosárlabdázók, Patrick Mahomes amerikai és Laurent Duvernay-Tardif kanadai amerikaifutball-játékos mellett.
2023 júliusban barátjával, Cordae amerikai rapperrel és énekessel közösen jelentették be, hogy megszületett kislányuk.

## Családja
Apja Leonard Francois, haiti származású, anyja Ószaka Tamaki, japán. Van egy másfél évvel idősebb nővére, Ószaka Mari, szintén profi teniszező. Három éves korában költöztek az Amerikai Egyesült Államokba, New Yorkba, majd Fort Lauderdale-be, Floridába. Nővérével együtt tanult meg teniszezni, és apjuk edzette őket. A lányok japán-amerikai kettős állampolgárok, és Japán színeiben versenyeznek.

## Pályafutása

### Kezdeti időszak
Első ITF-tornáján 2011-ben vett részt, ahol Jamaicában egy 10 000 dolláros tornán a kvalifikáció első körében búcsúzott. Első kiemelkedő eredményét 2012. szeptemberben érte el Amelie Islanden, egy 10 000 dolláros tornán, ahol az elődöntőben nővére ütötte el a továbbjutástól. Első ITF-döntőjét a 25 000 dolláros El Pasó-i tornán játszotta 2013. júniusban.
WTA tornán először 2013. szeptemberben vett részt Québecben, ahol az International kategóriájú torna kvalifikációjának első fordulójában a kanadai Gabriela Dabrowskitól szenvedett vereséget. Ezt követte a Premier 5 kategóriájú Toray Pan Pacific Open torna, ahol szabadkártyával indulhatott, de itt sem jutott túl a kvalifikáció első fordulóján, miután kikapott a spanyol Silvia Soler Espinosától. 2014-ben jutott először főtáblára WTA versenyen Stanfordban, a Premier kategóriájú tornán, ahol az első fordulóban nagy meglepetésre legyőzte a US Open-győztes Samantha Stosurt, a második fordulóban Andrea Petković ütötte el a továbbjutástól.
Grand Slam-tornán először 2015-ben indulhatott. Wimbledonban a kvalifikáció első fordulójában Sorana Cîrstea ellen szenvedett vereséget. A US Openen már a kvalifikáció második köréig jutott, ekkor Konta Johanna állította meg.

### 2016: A kiugrás éve
Az Australian Openen a kvalifikációból indulva a főtáblán Donna Vekićet és a 18. kiemelt Elina Szvitolinát is legyőzte, és a harmadik fordulóban Viktorija Azaranka ellen szenvedett vereséget. Ekkor nyilatkozta róla Serena Williams, hogy „rendkívül fiatal és rendkívül agresszív. Kiváló és tehetséges játékos. Nagyon veszélyes.” A Roland Garroson már főtáblásként indulhatott, és az 1. fordulóban Jeļena Ostapenko, a 2. körben Mirjana Lučić-Baroni ellen is győzött, a 3. körben Simona Halep ütötte el a továbbjutástól. 2016. szeptemberében a tokiói Premier kategóriájú Toray Pan Pacific Openen bejutott élete első WTA-döntőjébe, legyőzve a versenyen Doi Miszakit, Dominika Cibulkovát, Aljakszandra Szasznovicsot és Elina Szvitolinát, és csak Caroline Wozniackitól kapott ki a döntőben. Ebben az évben négy alkalommal került WTA-torna negyeddöntőjébe, a 3. körig jutott az Australian Open és a Roland Garros mellett a US Openen is, valamint a Miami Mastersen. Az évet a világranglistán a 47. helyen zárta, a legjobb eredménye a 40. helyezés volt. Méltán kapta meg ebben az évben a WTA Newcomer of the Year (Az év felfedezettje) címet.

### 2017–2018: Stabilan a Top100-ban
2017-ben két tornán jutott a negyeddöntőig, öt tornán, többek között Wimbledonban és a US Openen a 3. körig. Ez utóbbin az 1. körben legyőzte a címvédő Angelique Kerbert.
A 2018-as Australian Openen eddigi legjobb Grand Slam-tornaeredményeként a 4. körig jutott, ahol a világelső, és későbbi döntős Simona Halep állította meg. Ezt követően a negyeddöntőig jutott a dubaji Premier tornán, legyőzve a Top10-es Kristina Mladenovicot és az észt Anett Kontaveitet is, és csak a későbbi győztes Elina Szvitolinától kapott ki az elődöntőbe jutásért vívott mérkőzésükön.

### 2018: Első WTA tornagyőzelem
Az Indian Wells Mastersen érte el eddigi legjobb eredményét, amikor az első fordulóban Marija Sarapova, a második körben Agnieszka Radwańska ellen is győzött, majd Sachia Vickery és María Szákari után a negyeddöntőben a volt világelső, Karolína Plíšková skalpját is begyűjtötte, majd az elődöntőben legyőzte a világelső Simona Halepet is. A döntőben a Caroline Wozniackit, Angelique Kerbert és Venus Williamset is legyőző Darja Kaszatkina volt az ellenfele, a két fiatal párharcából Ószaka Naomi került ki győztesen, és ezzel megszerezte élete első WTA-tornagyőzelmét, egyben a torna legfiatalabb győztese lett. Eredményével 18 helyet ugrott a világranglistán és a 22. helyre került.

### 2018: Első Grand Slam-tornagyőzelem
A 2018-as US Openen a negyeddöntőben Leszja Curenko, az elődöntőben az előző évi döntős Madison Keys ellen nyert, majd a döntőben nagy meglepetésre, de meggyőző játékkal legyőzte Serena Williamst is, ezzel megszerezte első Grand Slam-tornagyőzelmét. Ezzel a világranglistán először került a Top10-be, rögtön a 7. helyre. Világranglistán elfoglalt helyezése alapján jogot szerzett arra, hogy részt vegyen az év végi világbajnokságon, azonban a csoportkörön nem jutott túl.

### 2019: Második Grand Slam-tornagyőzelem és világelsőség
A 2019-es Australian Openen a tajvani Hszie Su-vej, majd a lett Anastasija Sevastova legyőzése után a negyeddöntőben Elina Szvitolina, az elődöntőben Karolína Plíšková sem tudta megállítani, a döntőben pedig mintegy két és félórás játék után a cseh Petra Kvitovát is sikerült legyőznie 7–6(2), 5–7, 6–4 arányban, mellyel nemcsak második Grand Slam-trófeáját szerezte meg, hanem a világranglista élére is került.

### 2020: Második US Open-tornagyőzelme
A 2020-as US Openen a döntőben 1–6, 6–3, 6–3 arányban nyert a fehérorosz Viktorija Azaranka ellen. Ezzel 2018 után második US Open-győzelmét, egyben összességében harmadik Grand Slam-tornagyőzelmét aratta.

### 2021: Második Australian Open-tornagyőzelem
A 2021-es Australian Openen a döntőben 6–4, 6–3 arányban nyert az amerikai Jennifer Brady ellen. Ezzel 2019 után második Australian Open-győzelmét, egyben összességében negyedik Grand Slam-tornagyőzelmét aratta. A tokiói olimpián a legjobb nyolc közé jutásért rendezett mérkőzésen kapott ki két szettben a cseh Markéta Vondroušovától.

## Grand Slam-döntői

### Egyéni

#### Győzelmei (4)
| Év   | Torna           | Ellenfél a döntőben | Eredmény a döntőben |
| 2018 | US Open         | Serena Williams     | 6–2, 6–4            |
| 2019 | Australian Open | Petra Kvitová       | 7–6(2), 5–7, 6–4    |
| 2020 | US Open         | Viktorija Azaranka  | 1–6, 6–3, 6–3       |
| 2021 | Australian Open | Jennifer Brady      | 6–4, 6–3            |

## WTA-döntői

### Egyéni

#### Győzelmei (7)
| Összesítés                  |                        |
| Grand Slam-torna (4)        |                        |
| Tier I (0)                  | Premier Mandatory* (2) |
| Tier II (0)                 | Premier Five* (0)      |
| Tier III (0)                | Premier* (1)           |
| Tier IV (0)                 | International* (0)     |
| Tier V (0)                  | Challenger* (0)        |
| Tournament of Champions (0) |                        |
| WTA Finals (0)              |                        |

* 2009-től megváltozott a tornák rendszere.
 Az egymás mellett azonos színnel jelölt tornatípusok között nincs teljes mértékű megfelelés.
| No. | Dátum                | Torna                               | Borítás | Ellenfél a döntőben         | Eredmény a döntőben | Eredmény a döntőben |
| 1.  | 2018. március 18.    | BNP Paribas Open, Indian Wells      | Kemény  | Darja Kaszatkina            | 6–3, 6–2            |                     |
| 2.  | 2018. szeptember 8.  | US Open (teniszbajnokság), New York | Kemény  | Serena Williams             | 6–2, 6–4            | részletek           |
| 3.  | 2019. január 28.     | Australian Open, Melbourne          | Kemény  | Petra Kvitová               | 7–6(2), 5–7, 6–4    | részletek           |
| 4.  | 2019. szeptember 22. | Toray Pan Pacific Open, Oszaka      | Kemény  | Anasztaszija Pavljucsenkova | 6–2, 6–3            |                     |
| 5.  | 2019. október 6.     | China Open, Peking                  | Kemény  | Ashleigh Barty              | 3–6, 6–3, 6–2       |                     |
| 6.  | 2020. szeptember 13. | US Open (teniszbajnokság), New York | Kemény  | Viktorija Azaranka          | 1–6, 6–3, 6–3       | részletek           |
| 7.  | 2021. február 20.    | Australian Open, Melbourne          | Kemény  | Jennifer Brady              | 6–4, 6–3            | részletek           |

#### Elveszített döntői (5)
| No. | Dátum                | Torna                         | Borítás | Ellenfél a döntőben | Eredmény a döntőben |
| 1.  | 2016. szeptember 25. | Toray Pan Pacific Open, Tokió | Kemény  | Caroline Wozniacki  | 5–7, 3–6            |
| 2.  | 2018. szeptember 23. | Toray Pan Pacific Open, Tokió | Kemény  | Karolína Plíšková   | 4–6, 4–6            |
| 3.  | 2020. augusztus 29.  | Cincinnati Open, New York     | Kemény  | Viktorija Azaranka  | játék nélkül        |
| 4.  | 2022. április 2.     | Miami Open, Miami             | Kemény  | Iga Świątek         | 4–6, 0–6            |
| 5.  | 2025. január 5.      | ASB Classic, Auckland         | Kemény  | Clara Tauson        | 6–4, 0–0, feladta   |

## WTA 125K sorozat

### Egyéni

#### Győzelmei (1)
| No. | Dátum         | Torna                                              | Borítás | Ellenfél a döntőben | Eredmény a döntőben |
| 1.  | 2025. május 4 | L'Open 35 de Saint-Malo, Siant-Malo, Franciaország | Salak   | Kaja Juvan          | 6–1, 7–5            |

#### Elveszített döntői (1)
| No. | Dátum              | Torna                                    | Borítás | Ellenfél a döntőben | Eredmény a döntőben |
| 1.  | 2015. november 15. | Hua Hin Championships, Hua Hin, Thaiföld | Kemény  | Jaroszlava Svedova  | 4–6, 7–6(8), 4–6    |

## ITF döntői

### Egyéni: 4 (0–4)
| Díjazás        |
| -------------- |
| $100,000 torna |
| $75,000 torna  |
| $50,000 torna  |
| $25,000 torna  |
| $15,000 torna  |
| $10,000 torna  |

| Borításonként |
| ------------- |
| Kemény (0–3)  |
| Salak (0–0)   |
| Fű (0–1)      |
| Szőnyeg (0–0) |

| Eredmény | No. | Dátum            | Torna                        | Borítás | Ellenfél            | Eredmény      |
| -------- | --- | ---------------- | ---------------------------- | ------- | ------------------- | ------------- |
| Döntős   | 1.  | 2013. június 2.  | El Paso, Egyesült Államok    | Kemény  | Sanaz Marand        | 4–6, 4–6      |
| Döntős   | 2.  | 2014. március 9. | Irapuato, Mexikó             | Kemény  | Indy de Vroome      | 6–3, 4–6, 1–6 |
| Döntős   | 3.  | 2015. május 3.   | Gifu, Japán                  | Kemény  | Cseng Szaj-szaj     | 6–3, 5–7, 4–6 |
| Döntős   | 4.  | 2015. június 14. | Surbiton, Egyesült Királyság | Fű      | Vitalija Gyjacsenko | 6–7(5), 0–6   |

## Díjai, elismerései
- 2016: WTA The Newcomer of the Year (Az év felfedezettje)[23]
- 2019: Laureus-díj (Az év felfedezettje)[24]
- 2021: Laureus-díj (Az év női sportolója)[25]

## Eredményei Grand Slam-tornákon

### Egyéni
| Grand Slam | Australian Open | Australian Open  | Roland Garros | Roland Garros       | Wimbledon      | Wimbledon         | US Open        | US Open          |
| Év         | Eredmény        | Utolsó ellenfél  | Eredmény      | Utolsó ellenfél     | Eredmény       | Utolsó ellenfél   | Eredmény       | Utolsó ellenfél  |
| 2015       | –               | –                | –             | –                   | Selejtező (Q1) | Selejtező (Q1)    | Selejtező (Q2) | Selejtező (Q2)   |
| 2016       | 3. kör          | V Azaranka       | 3. kör        | Simona Halep        | –              | –                 | 3. kör         | Madison Keys     |
| 2017       | 2. kör          | Konta Johanna    | 1. kör        | Alison Van Uytvanck | 3. kör         | Venus Williams    | 3. kör         | Kaia Kanepi      |
| 2018       | 4. kör          | Simona Halep     | 3. kör        | Madison Keys        | 3. kör         | Angelique Kerber  | Győzelem       | Serena Williams  |
| 2019       | Győzelem        | Petra Kvitová    | 3. kör        | Kateřina Siniaková  | 1. kör         | Julija Putyinceva | 4. kör         | Belinda Bencic   |
| 2020       | 3. kör          | Cori Gauff       | –             | –                   | elmaradt       | elmaradt          | Győzelem       | V Azaranka       |
| 2021       | Győzelem        | Jennifer Brady   | 2. kör        | Ana Bogdan          | –              | –                 | 3. kör         | Leylah Fernandez |
| 2022       | 3. kör          | Amanda Anisimova | 1. kör        | Amanda Anisimova    | –              | –                 | 1. kör         | Danielle Collins |
| 2023       | –               | –                | –             | –                   | –              | –                 | –              | –                |
| 2024       | 1. kör          | Caroline Garcia  | 2. kör        | Iga Świątek         | 2. kör         | Emma Navarro      | 2. kör         | Karolína Muchová |
| 2025       | 3. kör          | Belinda Bencic   | 1. kör        | Paula Badosa        | 3. kör         | A Pavljucsenkova  |                |                  |

## Pénzdíjai
| ÉV       | Grand Slam győzelem | WTA egyéni | Megnyert tornák | Pénzdíj (US$) | Hely. |
| -------- | ------------------- | ---------- | --------------- | ------------- | ----- |
| 2012–13  | 0                   | 0          | 0               | 24 330        | 100+  |
| 2014     | 0                   | 0          | 0               | 22 166        | 319.  |
| 2015     | 0                   | 0          | 0               | 45 820        | 248.  |
| 2016     | 0                   | 0          | 0               | 548 680       | 62.   |
| 2017     | 0                   | 0          | 0               | 593 912       | 56.   |
| 2018     | 1                   | 1          | 2               | 6 394 289     | 2.    |
| 2019     | 1                   | 2          | 3               | 5 863 282     | 3.    |
| 2020     | 1                   | 0          | 1               | 3 352 755     | 2.    |
| 2021     | 1                   | 0          | 1               | 2 306 222     | 8.    |
| Karrier* | 4                   | 3          | 7               | 20 076 456    | 21.   |

- 2021. november 25-ei állapot.

## Év végi világranglista-helyezései
| Év     | 2012  | 2013 | 2014 | 2015 | 2016 | 2017 | 2018 | 2019 | 2020 | 2021 | 2022 | 2023 | 2024 |
| Egyéni | 1028. | 430. | 250. | 203. | 47.  | 68.  | 5.   | 3.   | 3.   | 13.  | 42.  | –    | 59.  |